# Grigorij Zinovjev
Grigorij Jevsejevič Zinovjev (rusky Григорий Евсеевич Зиновьев, rodným jménem Hirsch Apfelbaum (Гирш Апфельбаум), známý také pod jménem Ovsej-Geršon Aronovič Radomyslskij (Овсей-Гершон Аронович Радомысльский); 23. září 1883 Jelizavetgrad – 25. srpna 1936, Moskva) byl bolševický revolucionář, sovětský politik a jedna z obětí Stalinových čistek. Během 20. let jedna z nejvýznamnějších osobností SSSR a také předseda Komunistické internacionály.

## Revolucionářská činnost

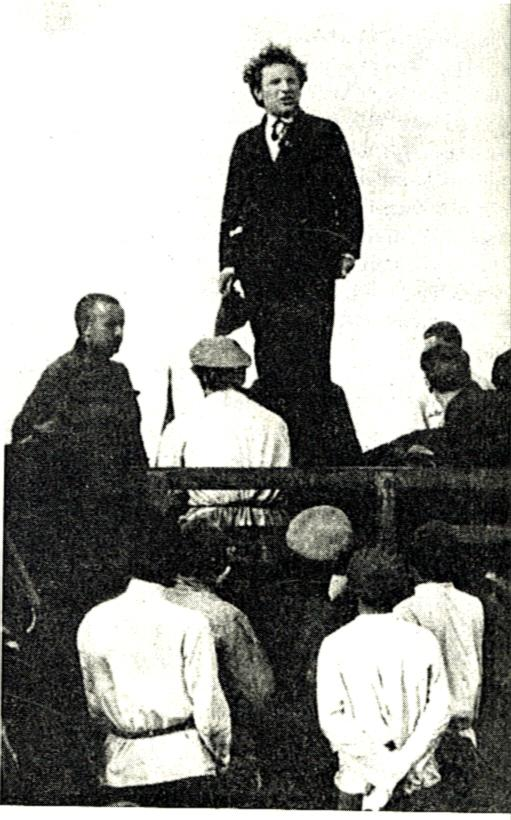
Řečnící Zinovjev

Grigorij Zinovjev se narodil na Ukrajině chudým židovským zemědělcům. Studoval filosofii, literaturu a historii. Zajímal se o politiku, a připojil se k Ruské sociálně demokratické dělnické straně (RSDDS) v roce 1901. Po jejím rozdělení v roce 1903 přilnul k bolševikům. Mezi roky 1903 a pádem Ruského impéria v únoru 1917 byl významným bolševikem a jedním z Leninových nejbližších lidí. V roce 1907 byl zvolen do ústředního výboru. Zinovjev zůstal Leninovým stálým pobočníkem a představitelem v různých socialistických organizacích až do roku 1917.

## Revoluce
Zinovjev strávil první tři roky první světové války ve Švýcarsku, kde se seznámil s Leninem. Do Ruska se vrátil v dubnu 1917 v zapečetěném vlaku s Leninem a dalšími revolucionáři. Ačkoli Zinovjev a jeho blízký přidružený Kameněv odmítali boj proti Prozatímní vládě a vytvoření čistě bolševické vlády a krátce měli dokonce podporu většiny v ústředním výboru, rychlé zhroucení prozatímní vlády 4. listopadu 1917 v Petrohradě dovolilo Leninovi zmocnit se moci. Lenin pak Zinovjeva a Kameněva označil za „zrádce“ a „dezertéry“. Oba uznali své „omyly“ a Zinovjev se mohl stát předsedou Petrohradského sovětu, 1919 kandidátem politbyra a později předsedou Výkonného výboru Kominterny. Toto byl důležitý bod obratu v Zinovjevově kariéře. Mnohem významnější postavou se stal Lev Trockij. Zinovjev nechtěl přijmout svou degradaci a dělal vše pro to, aby podkopával Trockého pozici uvnitř strany mezi léty 1918 a 1925.

## Triumvirát Stalin-Zinovjev-Kameněv(1923-1926)
Během Leninovy nemoci vytvořili Zinovjev, Kameněv a Josif Stalin vládnoucí triumvirát, který měl za úkol umenšit vliv Trockého a stabilizovat pozici Stalina ve straně. Tato „trojka“ byla poháněna závistí z úspěchů Trockého a chtěla mu zabránit, aby se stal hlavním vůdcem strany, kdyby Lenin zemřel.
„Trojka“ byla zpočátku překvapivě silná a stabilní. Stalin byl jediný, kdo patřil do všech čtyř hlavních orgánů strany naráz - politbyto, orgbyro, ústřední výbor a sekretariát. Zinovjev byl předsedající Petrohradského sovětu (přebral po Trockém) a Kameněv Moskevského sovětu. Oba byli také členové Politbyra.
Po porážce Trockého na 13. konferenci, napětí mezi Zinovjevem a Kameněvem na jedné straně a Stalinem na druhé začalo být více výrazné. V roce 1925 se „trojka“ začala pomalu rozpadat.

## Sjednocená Opozice s Trockým(1926-1927)
Zinovjev, Kameněv a jejich příznivci se začali přiklánět k Trockému, se kterým v roce 1926 vytvořili takzvanou Sjednocenou opozici(Někdy se jí také říká Levá opozice, záleží na kontextu) proti Stalinovi. Zinovjev zůstal v opozici do roku 1927, což vyústilo v jeho a Kameněvovo vyhození z ústředního výboru v roce 1926. 
Když se Sjednocená opozice v listopadu 1927 pokusila zorganizovat demonstrace k 10. výročí Říjnové revoluce, demonstranti byli násilím rozehnáni a Zinovjev a Trocký byli vyloučeni z Komunistické strany. Jejich přední příznivci, od Kameněva dolů, byli v prosinci 1927 vyloučeni XV. sjezdem strany.

## Poprava

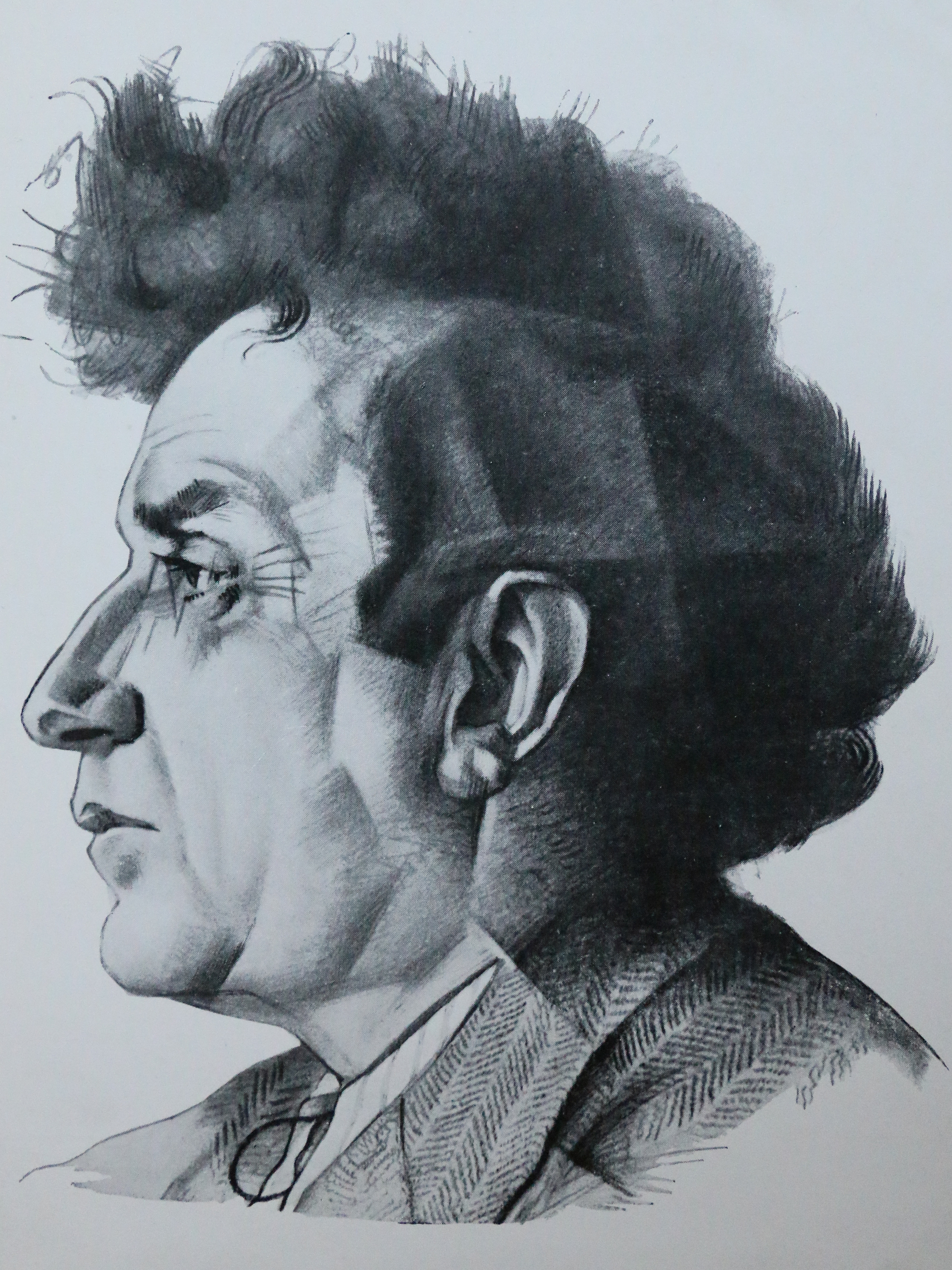
Zinovjev

Po vraždě Sergeje Kirova 1. prosince 1934 začala v SSSR velká čistka. Stalin začal likvidovat své nejbližší přátele a soudruhy, kteří mu dopomohli k moci. Mezi nimi například Evdokimov, Ivan Bakayev, Ivan Smirnov.
Zinovjev a Kameněv věděli, že nebudou ušetřeni. Grigorij Zinověv byl obviněn z řady věcí, které nakonec vedly k jeho popravě. Zpočátku, v roce 1935 byl obviněn z morální spoluúčasti na atentátu na Sergeje Kirova a odsouzen na 10 let do vězení. Později, během Velké čistky, byl dále obviněn ze zrady, vytvoření teroristické trockisticko-zinovjevské organizace, která měla zavraždit Stalina a dalších trestných činů, což vedlo k jeho popravě po monstrprocesu v roce 1936.

Ve své závěrečné řeči u soudu v roce 1936 Grigorij Zinovjev prohlásil:
„Chci ještě jednou říci, že přiznávám, že jsem vinen tím, že jsem byl organizátorem trockisticko-zinovjevského bloku, který si dal za cíl zavraždit Stalina, Vorošilova a ostatní vůdce strany a vlády. Přiznávám se vinným z toho, že jsem byl hlavním organizátorem atentátu na Kirova.“
Toto přiznání však – podobně jako v mnoha dalších případech během Velké čistky – bylo vynuceno pod nátlakem. Dnes je mezi historiky všeobecně uznáváno, že Zinovjev se těchto činů ve skutečnosti nedopustil. Stalinův režim zinscenoval moskevské procesy, v jejichž rámci byli obžalovaní vystaveni psychickému i fyzickému nátlaku, vyhrožování či vydírání, aby se k nepravdivým obviněním veřejně přiznali.
Zinovjev byl odsouzen k trestu smrti a popraven ve sklepech Lubjanky 25. srpna 1936.
Těsně před svojí smrtí ještě na popravčí vykřikl: „Tohle je fašistický převrat! V Rusku proběhl fašistický převrat!“[zdroj?]
V roce 1988 byl Zinovjev rehabilitován.